# Guerra en la antigua península ibérica

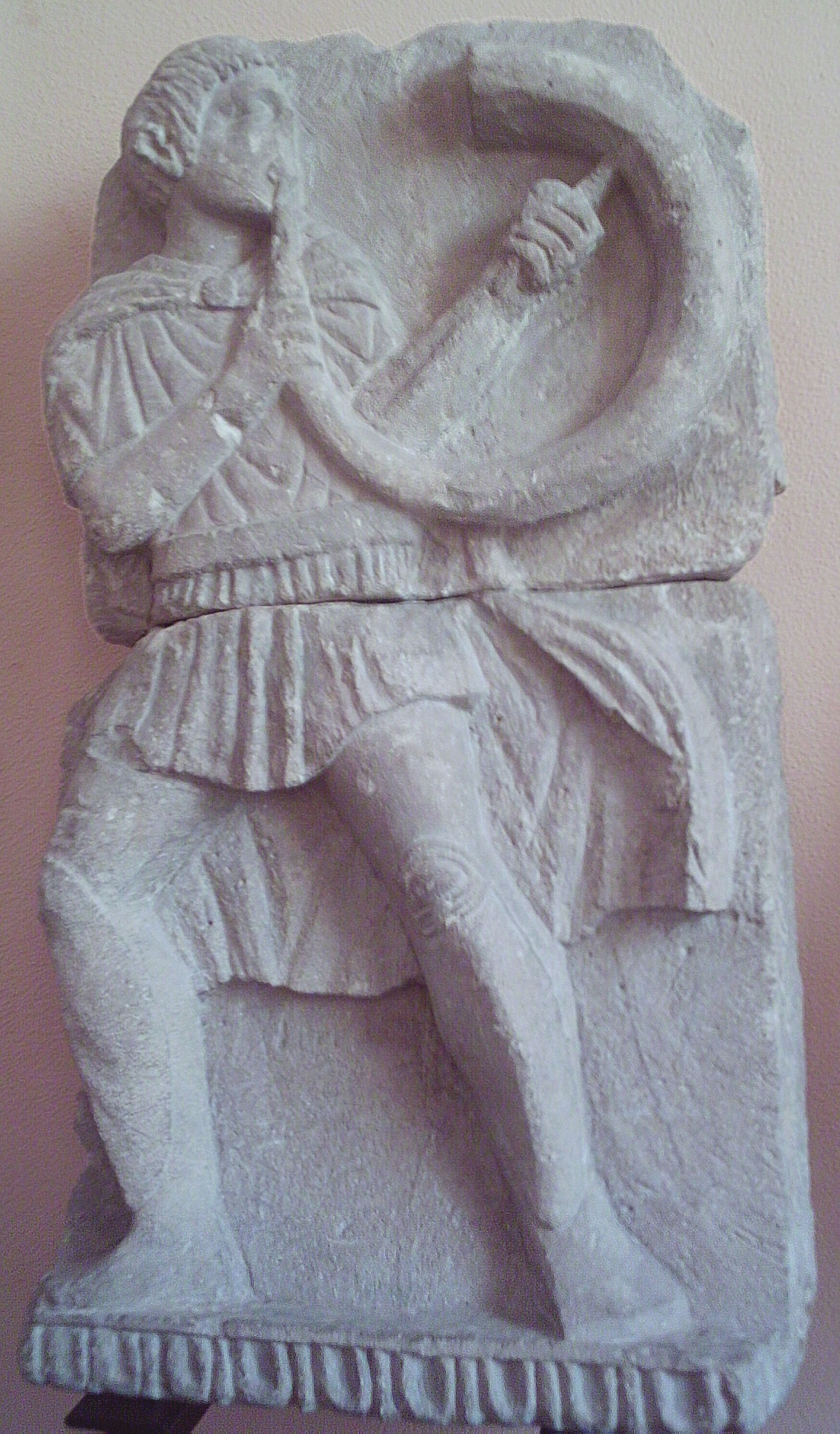
Guerrero sonando una trompa. Obra íbera en piedra caliza del Museo Arqueológico Nacional de España, en Madrid.

La guerra en la antigua península ibérica ocupó un importante lugar en las crónicas históricas durante los conflictos que conformaron la conquista de Hispania. El carácter guerrero de los distintos pueblos prerromanos fue puesto de manifiesto a lo largo de conflictos con Cartago, el Imperio romano y entre ellos mismos, así como en las guerras púnicas, donde constituyeron una parte importante del ejército cartaginés. En sus tratados y escritos, los autores grecolatinos describen consistentemente a los combatientes iberos como hombres que amaban la guerra, que preferían celosamente la muerte antes que la capitulación y que profesaban una lealtad inquebrantable a quienesquiera que fueran sus señores.

## Trasfondo
Los historiadores griegos y latinos concurren en que la mayoría de pueblos de la península ibérica prerromana eran culturas guerreras, las cuales practicaban la guerra tribal de manera habitual. La pobreza de algunas regiones impulsaba a muchas de ellas la vida mercenaria y el saqueo de tierras más fértiles y ricas para su sustento. Como reflejo de esta situación, las armas y su uso eran de carácter sagrado, hasta el punto de que les resultaba preferible perder la vida antes que la libertad o el oficio bélico. Estos valores han sido comparados con los de culturas contemporáneas como la griega y la germánica. A lo largo de las fuentes es común encontrar ejemplos de ciudades hispanas que, ante el asedio de púnicos o romanos, optaban por la resistencia indefinida y la inmolación antes que rendirse, siendo los ejemplos más conocidos Numancia, Sagunto y Calagurris.

Avance romano en la península ibérica.

Animados por sus deseos de libertad e independencia, los pueblos hispanos demoraron la conquista peninsular del Imperio romano durante doscientos años, más que ningún otro territorio que acabara anexado a sus provincias. El transcurso de esta conquista fue tan cruento para los ejércitos romanos que, en palabras de Cicerón, no se trató de una lucha por la victoria, sino por la mera supervivencia. En este aspecto debe destacarse Viriato, caudillo de la tribu lusitana, que jamás concedió derrota decisiva, y que incluso llegaría a obligar a Roma a firmar un efímero pero vergonzoso tratado de paz. El valor, la austeridad y la resistencia de los guerreros hispanos los convirtieron en codiciados aliados y mercenarios, destacando en particular los expedicionarios celtíberos que sirvieron a Aníbal durante la segunda guerra púnica o los milicianos lusitanos que siguieron a Quinto Sertorio en la guerra homónima.
Los autores alaban la lealtad de los iberos. A través de la devotio, un juramento por el cual ofrecían seguramente su vida por la de su caudillo y que los ligaba a él, los guerreros rendían culto a sus líderes. Era común que sus guardias personales no sobrevivieran a los jefes, ya que, de caer éstos, ellos le seguirían, ya fuera luchando hasta morir o cometiendo suicidios. Algunos generales y emperadores romanos elegían a ciudadanos iberos como guardaespaldas con la seguridad de que su lealtad y arrojo no tendrían duda aún en las circunstancias más adversas y desfavorables, siendo los principales de estos dirigentes Sertorio, Augusto, Petreyo, Casio Longino y el propio Julio César, que según Suetonio fue asesinado precisamente por haber acudido al Foro sin sus guardias ese día.

## Organización militar
Aunque conflictos como las guerras celtíberas protagonizaron ciertas coaliciones de tamaño respetable entre sus pueblos, las tribus de Hispania no formaban grandes ejércitos al uso de Roma y Cartago, agrupaciones que por otra parte raramente tenían recursos para administrar, sino que componían contingentes modestos y localizados. Tampoco solían ser combatientes profesionales, limitándose éstos a mercenarios y vasallos, sino que más comúnmente formaban milicias informales en acordancia con necesidades colectivas.
Existían regiones sureñas y celtíberas donde se daba la costumbre de la guerra frontal, lo que a menudo les granjeaba la inferioridad ante las fuerzas de Roma y Cartago, pero eran en realidad el pillaje, la emboscada y la guerrilla en lo que se imponían los pueblos hispanos, sobre todo las tribus célticas que durante mayor tiempo resistieron el avance de los invasores. 

### Infantería
La infantería hispana solía ser ligera de armadura, y empleaba equipamiento y técnicas que atraían la comparación de los historiadores con los peltastas griegos, favoreciendo el movimiento y la desenvoltura para atacar a la carga y retirarse de la misma manera. Eran usuales las armas arrojadizas, como las jabalinas y las hondas, hechas famosas estas últimas por los afamados honderos baleáricos, pero destacaban también las armas blancas, en especial las espadas conocidas como gladius hispaniensis y falcata.

En un paso estrecho 300 lusitanos se enfrentaron a 1000 romanos, y como consecuencia de la batalla 70 de los primeros y 320 de los segundos quedaron muertos. Cuando los victoriosos lusitanos se retiraron y se dispersaron con confianza, uno de sus infantes quedó separado y se vio rodeado por un destacamento de caballería que les perseguía. El guerrero solitario atravesó el caballo de uno de los jinetes con lanza y con un golpe de su espada decapitó al romano, produciendo tal terror entre los demás que optaron por retirarse con prudencia ante la arrogante mirada del lusitano.
Orosio, Siete libros de historia contra los paganos, 5.4

La infantería hispana, cuando se equipaba de escudos pesados, también podía ser efectiva en primera línea. Iberos y celtíberos ocuparon confortablemente la vanguardia de Aníbal en la batalla de Cannas, divididos en speirai (unidades similares a los manípulos romanos) y entremezclados con similares grupos de galos, mientras los honderos baleáricos apoyaban desde la retaguardia. Otros episodios describen también a combatientes celtíberos logrando atravesar formaciones romanas con la fuerza de sus cargas.

### Caballería
La caballería de la península ibérica contaba con un renombre especial. Las crónicas ensalzan continuamente los caballos ibéricos, a los que describen como rápidos, resistentes y bien domados, y en todo punto superiores a los corceles itálicos o africanos. Se les atribuía una gran facilidad para escalar terrenos montañosos y dejar atrás a perseguidores, y estaban adiestrados para esperar a sus jinetes si éstos desmontaban en el campo de batalla. Ésta táctica, la de apearse y luchar a pie cuando convenía, relegando así el caballo a un método de escape cuando este último se hiciera necesario, era una costumbre especialmente favorecida por los ilergetes y celtíberos. También era frecuente que cada jinete llevase en la grupa a un segundo guerrero, al cual insertaban en el campo de batalla para formar pequeños grupos de infantería, y que posteriormente extraían de nuevo a uña de caballo a la hora de emprender la retirada. Predominaban tanto la caballería hostigadora, dedicada a lanzar jabalinas y armas arrojadizas, como la pesada, armada con escudo pesado y lanza.

Además, ni siquiera los campamentos de invierno de los romanos permanecían tranquilos, al vagar por todas partes los jinetes númidas y, cuando algo les era más difícil a estos, también los celtíberos y lusitanos.
Tito Livio, 21, 57, 5

Aníbal utilizó fuerzas de caballería lusitana, celtíbera y vetona en sus guerras contra Roma, particularmente durante la batalla de Cannas, donde se desempeñaron con gran efectividad. Livio llegaría a afirmar que gran parte de las victorias cartaginesas, como las de Trebia y Cannas, se debieron principalmente a que sus contingentes disponían de la mejor caballería. Los jinetes de Hispania llegaron a ser valorados sobre incluso la legendaria caballería numida, con Livio constatando que los hispanos eran "sus rivales en velocidad y sus superiores en fuerza y coraje". A causa de esto, Roma solicitaría a sus ciudades aliadas en Celtiberia el envío a Italia de algunos sus propios jinetes, que utilizaron para contrarrestar a sus homólogos púnicos y negociar con ellos con miras a hacerles desertar.

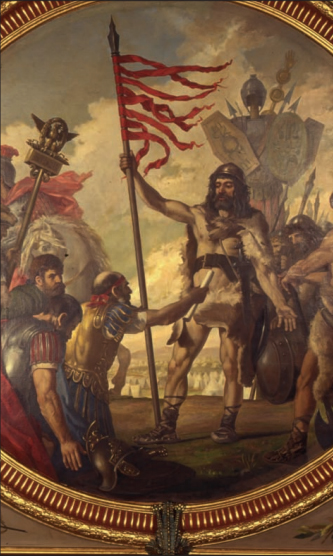
Viriato, imaginado por Ramón Padró y Pedret, 1882.

Esta costumbre continuó después de la guerra, como prueban los episodios en los que, tras la toma o conquista de una ciudad, se les exigía a sus ciudadanos un número de jinetes de guerra para que se integrasen en el ejército romano en calidad de auxiliares rehenes. Ejemplos particularmente conocidos fueron las Alae Asturum, las Alae Arevacorum y un famoso contingente vetón llamado Ala Hispanorum Vettonum. Además, ciertas formaciones de caballería usadas por los cántabros, los llamados círculus cantábricus y cantábricus ímpetus, fueron adoptadas por el resto de équites romanos. Especiales despligues de caballería hispana a las órdenes de Roma se harían en la guerra de las Galias, la guerras civiles romanas y la campaña pártica de Marco Antonio.

### Tácticas
Los hispanos entraban en combate profiriendo grandes alaridos (llamados por los romanos barritus) y entonando cánticos guerreros para atemorizar a sus enemigos. Las fuerzas lusitanas bajo el mando de Viriato eran famosas por la táctica denominada concursare, en la que los combatientes fingían cargar contra las líneas enemigas, sólo para entonces frenar y dar media vuelta, lanzándoles burlas y armas arrojadizas en el lapso. Este movimiento se llevaba a cabo todas las veces que fuera necesario hasta que el enemigo, perdiendo la paciencia y buscando terminar con el hostigamiento, rompía filas y emprendía la persecución de sus atacantes. En ese momento, los iberos procurarían llevar a los perseguidores hasta emboscadas y terrenos abruptos donde sus propias fuerzas tuvieran la ventaja. También era común dividir sus fuerzas para dispersarse durante la retirada o ejecutar distracciones con algunos grupos mientras otros huían o flanqueaban al enemigo.
Jenofonte describe a los jinetes galos e íberos de Dionisio I utilizando cargas dispersas de jabalina contra el ejército de Tebas, retirándose cada vez que éste avanzaba, y volviendo a atacar si se estiraba para tratar de alcanzarles, de tal modo que terminaban por controlar los movimientos de todo el ejército enemigo. Durante el transcurso de los ataques, llegaban a descabalgar para descansar cuando no eran atacados, volviendo a montar y escapando al galope si de repente lo eran.
El conocimiento del entorno aportaba a los pueblos nativos una importante ventaja: la habilidad de las tribus hispanas para esconderse y huir por la vegetación y la orografía daba a los romanos la sensación de estar tratando de combatir a un enemigo intangible. También ha aparecido en las crónicas el uso de la propia fauna ibérica para la guerra. Se cree que el caudillo oretano Orisón utilizó toros con las astas ardiendo para ahuyentar decisivamente a los elefantes de guerra cartagineses, mientras que también existe tradición oral de guerrilleros liberando lobos y toros salvajes en el interior de los campamentos romanos para provocar el caos.
Aunque la flexibilidad y originalidad de estas tácticas ha sido descrita con frecuencia como producto de la desorganización tribal, otros cronistas señalan la importante coordinación necesaria para su ejecución y advierten una maquinaria militar mucho más avanzada de la que se acredita. Lucilio consideró a Viriato "el Aníbal bárbaro" en alabanza a su capacidad estratégica. Aun así, el entrenamiento de los ejércitos hispanos radicaba mayormente en la experiencia práctica. Según textos clásicos, el citado caudillo se ejercitó en el arte de la guerrilla gracias a sus razias y correrías de juventud para saquear otras regiones de la península. Así mismo, cuando no se hallaban en tiempo de guerra, los hispanos se entretenían con la caza, pequeñas incursiones y con luchas de gladiadores, ya fueran armadas o desarmadas.

### Mujeres guerreras
Las crónicas indican que las mujeres de varias tribus hispanas iban a la guerra con la misma facilidad que los varones en caso necesario. Al internarse en Lusitania y sus alrededores, el romano Décimo Junio Bruto encontró ciudades donde las mujeres combatían al lado de los hombres, luchando al lado de éstos hasta el último aliento y muriendo sin proferir un grito, y lo mismo sucedió entre cuando entró en Gallaecia. Un episodio aún más destacable sucedió durante la segunda guerra púnica en Salmantica, cuyas mujeres organizaron un engaño y atacaron a los púnicos con armas ocultas al rendir la ciudad, lo que permitió a la población huir a los montes y hacerse fuerte allí.
La reputación belicosa de las hispanas era tan elevada que se formó toda una leyenda amazoniana a su alrededor, la cual fue retratada por Antonio Diógenes en sus escritos. De la misma forma en que los hombres se suicidaban si eran capturados, las iberas de todas las etnias estrangulaban a sus propios hijos y después se daban muerte para evitar vivir el resto de su vida en la esclavitud.

### Mercenariado
El mercenariado ha pasado a la historia como una costumbre bien asentada en la península ibérica. Abandonar la propia comunidad para servir como combatiente en otras era una solución para una juventud que a menudo se veía desprovista de posesiones, tierras para optar o maneras de ganarse la vida. Estos mercenarios no trabajaban individualmente, sino en pequeñas unidades unidas por un vínculo social y acaudilladas por uno o más líderes. A partir del siglo V a. C., el trabajo mercenario se volvió un fenómeno social en Hispania, por el cual grandes masas de guerreros viajaban desde puntos muy recónditos para unirse a los ejércitos de Cartago, Roma, Sicilia y Grecia, así como otras tribus hispánicas. Autores como Estrabón y Tucídides describen a los mercenarios hispanos como una de las mejores fuerzas militares en el mediterráneo, así como, según Livio, la unidad más experimentada en el ejército de Cartago. Polibio les atribuye también la razón de la victoria de Aníbal en varias batallas de la segunda guerra púnica.

## Equipamiento

### Indumentaria y armadura

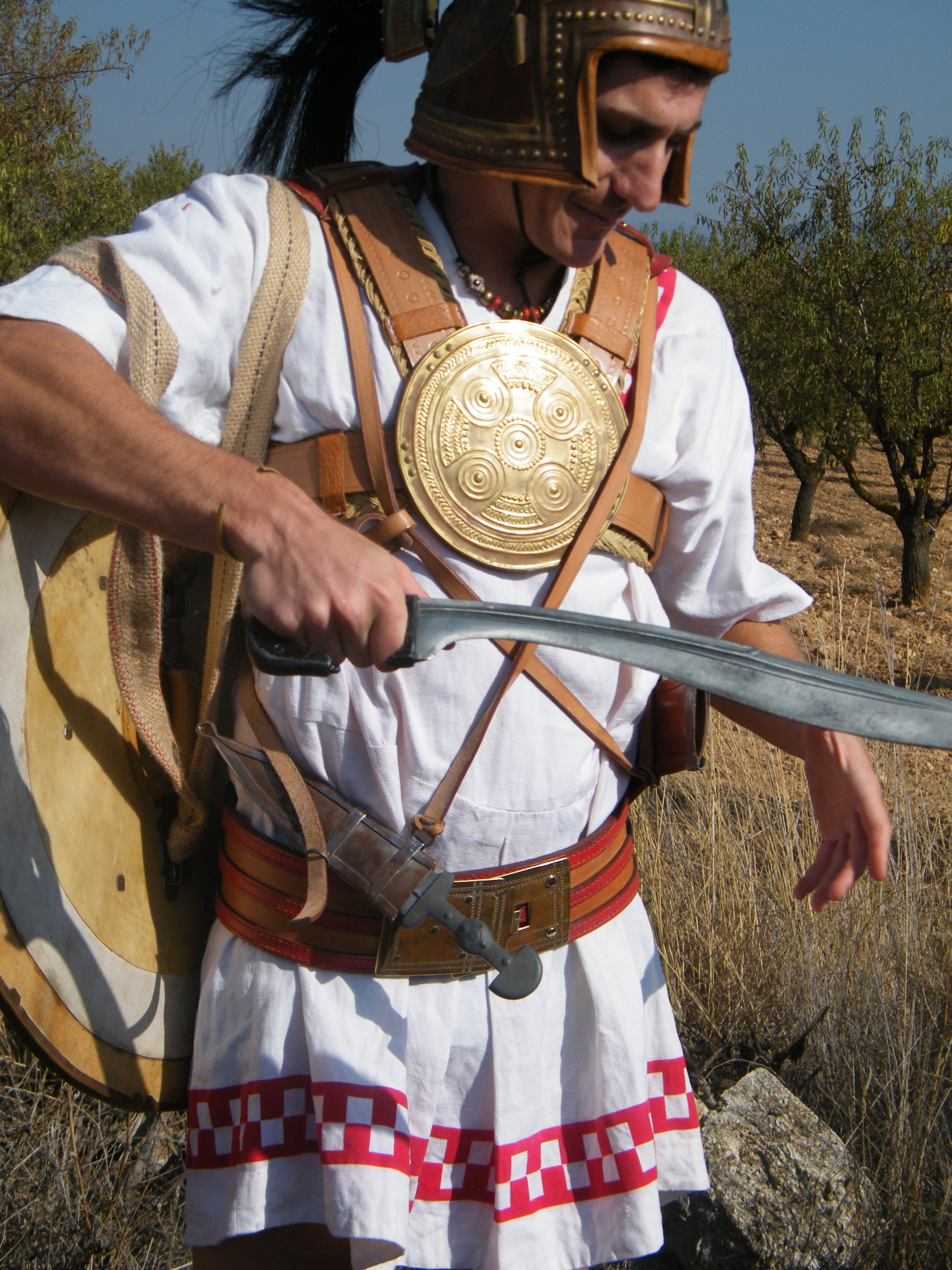
Recreación de guerrero ibero del, equipado con falcata, puñal, caetra, falera y linotórax.

Las fuentes son unánimes en que los hispanos solían llevar poca o ninguna armadura, prefiriendo la agilidad y la libertad de movimientos a una protección inherente que su estilo de lucha poco podría haber aprovechado. Vestían túnicas cortas, capas y perneras de lana o lino, así como grebas y brazales de cuero o bronce. Sólo ocasionalmente se armaban de pectorales discoidales de bronce (llamados faleras) o cotas de malla, ya que favorecían un simple linotórax con tejido de lino y esparto mojado en vinagre y soluciones salinas para darle rigidez.
En la cabeza llevaban cascos de cuero o tendón, aunque también existían modelos de bronce, incluyendo el casco montefortino, y a veces luciendo penachos coloreados. La decoración de los yelmos a menudo tenía motivos bestiales: Silio menciona una unidad de caballería de Uxama cuyos yelmos lucían mandíbulas de animales para atemorizar a sus enemigos, y existen representaciones de cascos con forma de fauces de lobo o cabezas de oso. Sin embargo, también era habitual era llevar la cabeza al descubierto, con los cabellos largos y sueltos o trenzados en la nuca. Los guerreros cántabros se ataban una tira de cuero en la frente, de modo similar a otros pueblos celtas. Existen además indicios de que los celtíberos se aplicaban pinturas de guerra naranjas.

### Espadas
La espada era una de las armas más utilizadas por los guerreros hispanos. El modelo más popular en la península, sobre todo en el centro y el norte, era la espada recta, corta y de doble filo, probablemente evolucionada a partir del diseño de la cultura de Hallstatt. Cobró una especial importancia en manos de los mercenarios celtíberos al servicio de Cartago durante la segunda guerra púnica: su habilidad para punzar y tajar con la misma eficacia, así como su versatilidad para apuñalar en escaramuzas a varias distancias y desde la protección de un escudo, impulsó a los romanos a adoptarla para sus propias tropas, llamándola gladius hispaniensis. Paradójicamente, esta espada se volvió mucho más relevante históricamente para Roma que para la propia Hispania.
En el sur y suroeste de Iberia, sin embargo, se forjaba la falcata, posiblemente la más icónica de las armas ibéricas. Esta espada era de un solo filo y estaba provista de una característica curva descendente y ascendente a la vez, cuya disposición le aportaba una enorme fuerza de tajo y una capacidad decente de estocada. A diferencia de las anteriores, las falcatas habrían sido más útiles para el corto alcance y el combate individualizado y espaciado, alejado de las formaciones con escudos. A pesar de su procedencia sureña, se conoce su uso en gran parte de la península gracias al comercio y a los expolios de guerra.

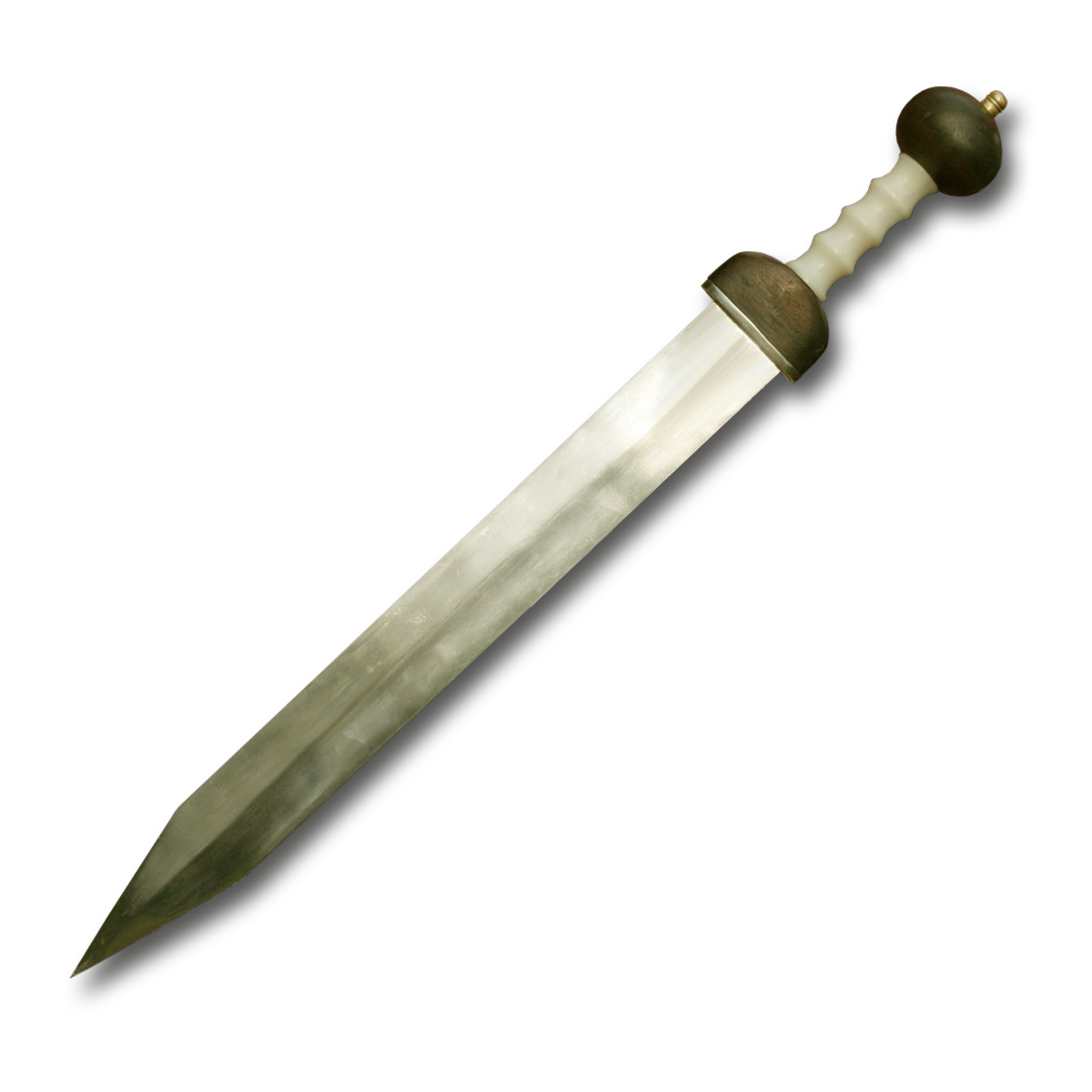
Gladius
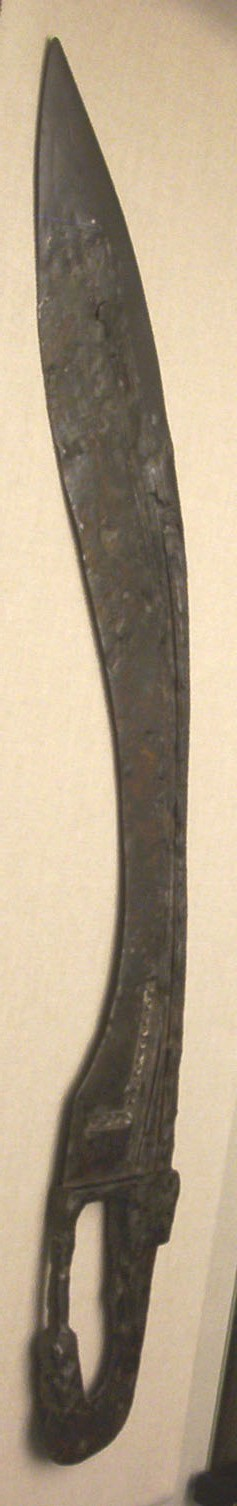
Falcata

### Escudos

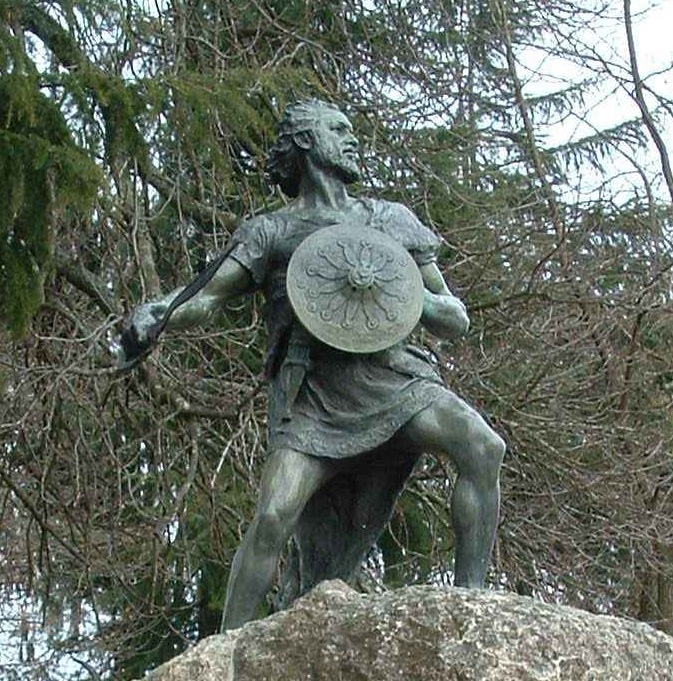
Estatua de Viriato luciendo caetra.

En Hispania, el énfasis en la defensa se hacía en los escudos y en la destreza de su empleo. Se utilizaban dos tipos de escudos diferenciados por las crónicas, el redondo (llamado caetra) y el oblongo (apodado scutum por su parecido al homólogo romano).
La caetra, popular entre la infantería ligera, era un broquel cóncavo y de dimensiones relativamente pequeñas, aunque éstas podían ir desde los 30 cm hasta los 90 cm. Se fabricaba en cuero y madera, con embrazaduras de piel que llegaban hasta el hombro y un umbo de metal que servía de elemento ofensivo. En combate, la caetra debía usarse de una manera activa, y no simplemente para cubrir el cuerpo tras ella. Los lusitanos eran especialmente hábiles en su manejo: Diodoro narraba que giraban el escudo de tal manera que bloqueaban cualquier proyectil con él. Además de su uso militar, la caetra servía a los galaicos y otras tribus para marcar el ritmo de bailes y cantos de guerra por medio de golpes sobre su superficie. Los guerreros armados con este escudo recibían de parte de los romanos la denominación de caetrati.
El scutum, por su parte, era propio de la infantería pesada. Era rectangular, ovalado u hexagonal, aunque también podía tener forma redonda. y de un tamaño mucho mayor al de la caetra, apto para cubrir las dos terceras partes del cuerpo. Estaba hecho de madera plana, en lugar de cóncava, en un diseño que los romanos compararon con el clásico escudo galo. Los que cargaban con esta protección eran llamados scutati.
Los honderos baleáricos usaban también escudos de cuero endurecido, atado a un brazo a fin de dejar ambas manos libres para el empleo de la honda.

### Jabalinas
La jabalina era probablemente el principal arma arrojadiza de los guerreros hispanos. Las crónicas las definen de muchas maneras, a veces diferenciándolas poco de la lanza o la flecha y haciendo más énfasis en su carácter proyectil que en su morfología. Sin embargo, se conocen dos modelos principales: la falárica y el soliferrum.

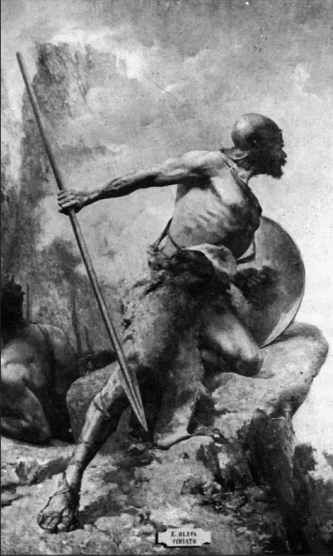
Viriato con lanza y caetra.

La falárica, descrita por Livio, era una jabalina de asta de madera de abeto rematada por una contera de hierro cuadrada, similar al pilum romano. Medía un metro de longitud y poseía una punta aguzada que, sumada a la fuerza cinética de su lanzamiento, le permitía atravesar cuerpos y armaduras. También podía empaparse de pez o atarse con estopa para formar un proyectil incendiario, apta para asedios y guerra psicológica. El soliferrum, en cambio, era una sola pieza de hierro forjado en forma de aguja, generalmente de 1 cm de grosor y de uno a dos metros de longitud. Su parte media solía llevar un engrosamiento de para asirla mejor con la mano, y su extremo anterior a veces incorporaba pequeños anzuelos. La potencia del soliferrum era similarmente imponente y, a diferencia de la falárica, su uso no disminuyó tras la ocupación romana, sino que duró hasta el final del siglo III. Ambos modelos de jabalina solían llevarse en haces atados con una tira de cuero, y a veces empleaban resortes o lanzaderas para ayudar a la tarea de arrojarlas, aunque eran más comúnmente lanzadas a mano.

### Arcos
Existe evidencia de que se conocía el arco y la flecha en las áreas costeras a través del contacto fenicio y griego, pero su uso parece no haber ganado popularidad mucho más allá de estas zonas, probablemente a causa de la mayor utilidad de la jabalina y la honda en la guerra hispana en comparación con el arco simple disponible, y desaparece mayormente a partir del siglo siglo V a. C. hasta después de la conquista romana. Dentro de este período, el uso de arcos en Hispania habría estado asociado principalmente a mercenarios griegos.

### Lanzas
El uso de la lanza no arrojadiza era menos común que la jabalina, pero parece extendido también entre las diversas tribus hispanas. El modelo ibero constaba de una punta de hierro de 20 cm a 60 cm de longitud que iría adosada a un asta de madera, el extremo opuesto del cual contaría con un regatón de hierro para ayudar a clavar la lanza en el suelo y actuar como contrapeso. Algunos lusitanos usaban puntas de bronce más baratas. Esta descripción parece poco distinguida de la falárica anteriormente mencionada, y en efecto Estrabón parece tratarlas indistintamente. Sin embargo, la menor lanzabilidad de los modelos recuperados hace pensar que su uso estaba definitivamente restringido al cuerpo a cuerpo, posiblemente entre las infanterías más pesadas.

### Hondas

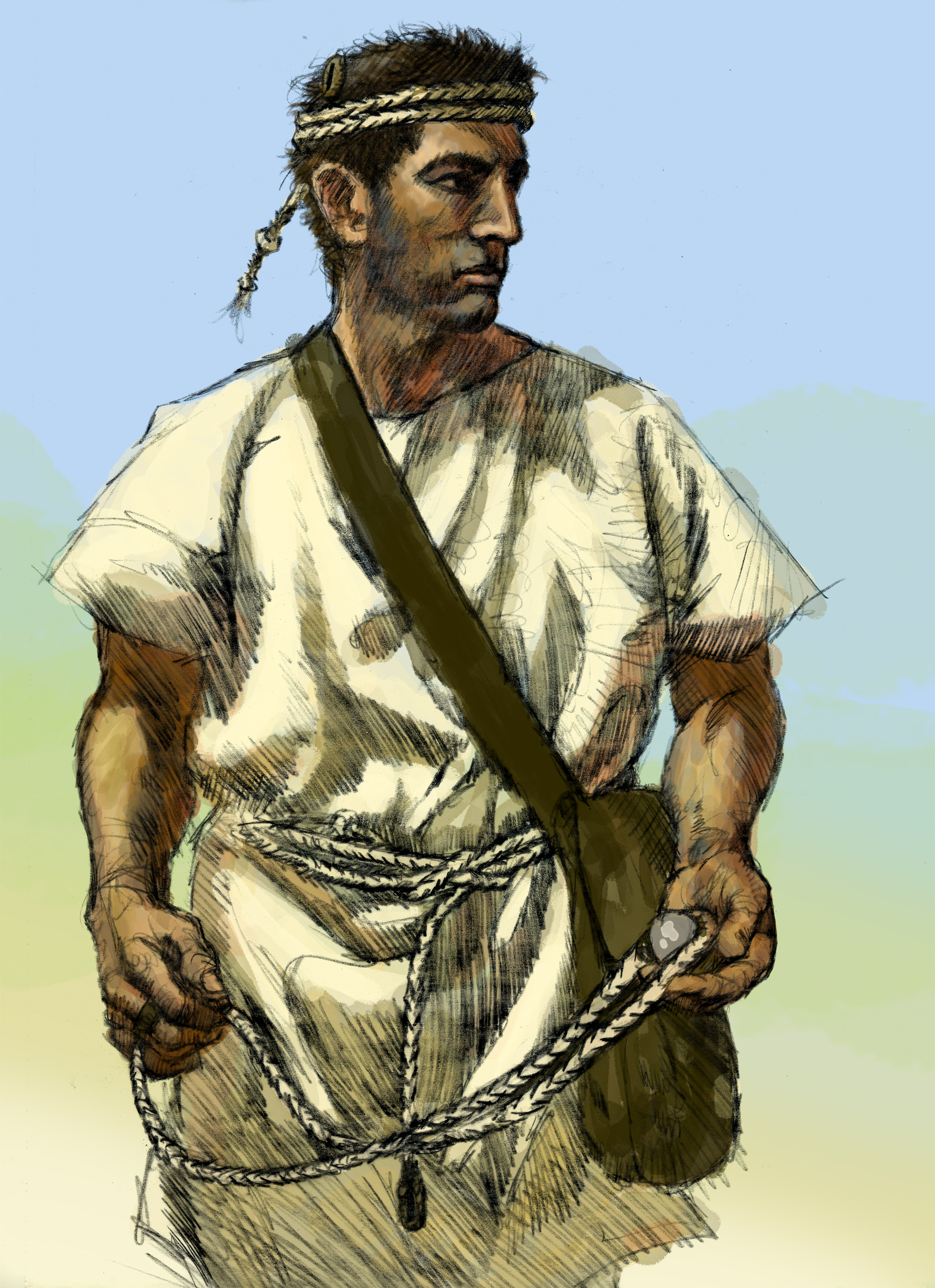
Interpretación moderna de un hondero baleárico.

La honda es una de las armas más icónicas de la Hispania prerromana. Su uso se cita a lo largo de la península, desde los lusitanos a los iberos del sur, aunque en ninguna otra región cobró tanta importancia como en las islas Baleares, cuyo mismo nombre parece hacer referencia a estas armas. Su factura se realizaba con cuero o junco negro tejido con tendón, con ciertas modificaciones según la tribu: los peninsulares utilizaban una sola, mientras que los baleáricos, más especializados, portaban cada uno tres hondas de distintas dimensiones —una atada a la frente y las otras dos colgando del cinto—, para utilizar según la distancia a la que tuvieran que combatir. Los proyectiles podían obedecer también a varios modelos, como bolas de arcilla cocida, piezas de plomo o simples cantos rodados, algunas veces de un peso alrededor de medio kilo (1 mina, equivalente a 436 gramos). A juzgar por excavaciones en castros ibéricos, la munición se fundía en pequeños grupos en moldes de esteatita.
El entrenamiento de los baleáricos en el uso de esta arma era especialmente intenso: Estrabón afirma que las madres colgaban la comida de sus hijos de ramas altas de árboles y les obligaban a romper la rama de un tiro de honda para hacerse con ella. La potencia de las hondas iberas era tal que Ovidio creía que los baleáricos fundían el plomo de sus municiones en pleno vuelo debido a la velocidad que le imprimían. Aunque esto supone una obvia exageración, da fe del temor que esta arma infundía en los romanos. La fuerza centrífuga de la que se vale la honda, sumada al peso de los proyectiles, que eran lanzados a la vez y en gran número, podía matar a un hombre de un solo impacto y lesionar a un superviviente. Esto hacía estragos en las líneas enemigas, tanto por la mortandad que causaba como porque deshacía las líneas enemigas desorganizando y abriendo huecos en su caballería e infantería.

### Puñales
Diodoro y Estrabón advierten que los lusitanos y celtíberos se servían de largos puñales para el terreno cuerpo a cuerpo, posiblemente para rematar a enemigos caídos. Algunos tenían forma ancha y triangular, similar al gladio, mientras que otros eran corvos como la falcata. En ocasiones, a la vaina de la espada se le trabajaba un segundo hueco para llevar el puñal en ella.

### Hachas
Los hachas de guerra parecen haber tenido cierta frecuencia entre los cántabros y otros pueblos norteños, en los que Silio Itálico cita al menos un guerrero de renombre, Laro, blandiendo un hacha de dos hojas (llamado por los romanos bipennis). Además, un denario de Arsaos representa a un jinete celtíbero empleando un hacha arrojadizo de doble hoja, identificado por algunos autores como una versión local del arma lanzable llamada cateia que empleaban galos y germanos.

### Otros
Un as de Ventipo representa a un guerrero armado con escudo y un bidente o tridente. Otras monedas de Olaiunikos y Turiasu representan a guerreros esgrimiendo armas en forma de hoz, similares a la falx dacia.
Según Estrabón, no era raro para un guerrero hispano llevar un pequeño vial o receptáculo lleno de un veneno de acción rápida para suicidarse si era derrotado y desarmado. Este veneno podría haber sido extraído del ranúnculo (probablemente Ranunculus sardonia, o aún Ranunculus sceleratus), rico en protoanemonina, que tenía el curioso efecto de contraer los músculos faciales del fallecido en una distintiva mueca en forma de sonrisa, simulando así que el suicida se reía de sus enemigos desde el inframundo. También podría haberse empleado cicuta (Coniun maculatum) o perejil de perro (Aethusa cynapium), cuyo principio activo, la cicutina, termina con el funcionamiento del sistema nervioso central.